# Setting Sons
Setting Sons ist das vierte Musikalbum der britischen Mod-Rocker The Jam. Es wurde zwischen dem 15. August 1979 und dem 10. Oktober 1979 aufgenommen und am 17. November 1979 bei Polydor veröffentlicht. Das als Single ausgekoppelte The Eton Rifles wurde das erste Top-10-Hitparadenstück der Gruppe und kam bis auf Platz 3 der britischen Hitparade.

## Das Album
Ursprünglich war das Album als ein Konzeptalbum über drei Freunde aus Kindheitstagen geplant, die sich nach einiger Zeit wiedertreffen und entdecken, dass sie sich in verschiedene Richtungen weiterentwickelt haben. Ein Teil der Lieder handelt von Kriegsschicksalen, Kriegsheimkehrern, andere von den Bereichen eines Industriestaates, die an Entwicklung und Prosperität nicht teilhaben.
Aber nur ungefähr die Hälfte der Lieder wurde für dieses Konzept verwirklicht, da die Plattenfirma Druck auf den Veröffentlichungstermin machte. Titel, die mit großer Sicherheit für das Konzeptalbum geschrieben wurden, sind Thick As Thieves, Little Boy Soldiers, Wasteland, und Burning Sky. Diese Stücke zeichnen äußerst lebhaft das britische Leben, (nichterotische) Beziehungen unter (englischen) Männern und das Erwachsenwerden derselben. Diese Betrachtungen sind pointierter und pessimistischer als bei den früheren Jam-Liedern, dafür aber wesentlich melodischer und mit vollständigeren Arrangements.
„These are the real creatures that time has forgot“ – so lautet eine Zeile aus „Saturday Kids“, und sie macht deutlich, worum es den Jam geht: um soziale Realitäten, und um die Geschichte derjenigen, die sich nicht artikulieren (können). Es geht vor allem um typisch britische Probleme.
Ein Teil der Songs handelt von Kriegsschicksalen, den Heimkehrern des Zweiten Weltkrieges, andere von den Bereichen eines Industriestaates, die an Entwicklung und Prosperität nicht teilhaben.
Ihr Hit „The Eton Rifles“ besticht mit einem einprägsamen Kehrreim, der gleichzeitig kompliziert und eingängig-schlagkräftig erscheint.
Little Boy Soldiers ist ein mehrsätziges Popstück, das deutlich von den Kinks inspiriert wurde. Ungewöhnlich ist auch der prominente Einsatz der Blockflöte bei Wasteland. Für eine der besten Kompositionen des Bassisten Bruce Foxton Smithers-Jones wurde sogar eine starke Orchesterbegleitung eingespielt.
Dem Druck der Plattenfirma ist es vermutlich auch zuzuschreiben, dass sich nur sieben neue Stücke auf dem Album befinden. Smithers-Jones und The Eton Rifles waren bereits zuvor als Singles erschienen und den Abschluss des Albums bildet der Martha-&-the-Vandellas-Klassiker Heatwave, der seit Beginn im Live-Repertoire der Band war, wobei sich die Gruppe deutlich mehr am Arrangement der Coverversion der Who orientierte.

## Bedeutung
Setting Sons gehört neben All Mod Cons und Sound Affects zu den am höchsten eingeschätzten Alben der Jam. In der Ausgabe vom 18. September 1993 der britischen Musikzeitschrift NME wird das Album auf Platz 37 der „The Greatest Albums Of The '70s“ gelistet.

## Titelliste
1. Girl on the Phone (Paul Weller) 2:57
2. Thick as Thieves (Weller) 3:40
3. Private Hell (Weller) 3:51
4. Little Boy Soldiers (Weller) 3:33
5. Wasteland (Weller) 2:52
6. Burning Sky (Weller) 3:32
7. Smithers-Jones (Bruce Foxton) 3:00
8. Saturday’s Kids (Weller) 2:53
9. The Eton Rifles (Weller) 3:59
10. (Love Is Like A) Heat Wave (Holland–Dozier–Holland) 2:24

## Veröffentlichungen
- 1979,	LP, Polydor 2442168
- 1990, CD, Polydor 831314
- 1998, CD, Polydor 537420
- 2001, CD, Polydor 9021
- 2001, CD, Polygram International 9021